# Szef sztabu
Szef sztabu – stanowisko etatowe przewidziane dla oficera stojącego na czele sztabu. 
Szef sztabu kieruje pracą sztabu i koordynuje działalność jego wszystkich komórek funkcjonalnych. Jest bezpośrednim podwładnym dowódcy oraz przełożonym szefów komórek organizacyjnych sztabu. Odpowiada za utrzymanie na odpowiednim poziomie stanu wyszkolenia i  dyscypliny wojskowej swoich podwładnych.
Jego obowiązkiem jest zapewnienie właściwego funkcjonowania systemu dowodzenia i łączności, a także przygotowanie pododdziału (oddziału) dowodzenia do organizowania i zabezpieczenia funkcjonowania stanowisk dowodzenia.
Podczas realizacji cyklu decyzyjnego procesu dowodzenia szef sztabu jest pośrednikiem między dowódcą a podległymi mu zespołami funkcjonalnymi. Czuwa nad poprawnością przebiegu planowania, w tym nad dyscypliną czasową pracy. Nadzoruje opracowanie wariantów działania i jest odpowiedzialny za przygotowanie i przebieg poszczególnych odpraw. Po podjęciu decyzji do działania koordynuje opracowanie i dystrybucję dokumentów rozkazodawczych.
Najwyższym, w strukturze organizacyjnej, sztabem Sił Zbrojnych Rzeczypospolitej Polskiej jest Sztab Generalny Wojska Polskiego, a Szef Sztabu Generalnego Wojska Polskiego jest najwyższym pod względem pełnionej funkcji żołnierzem w czynnej służbie wojskowej.